# Колуэ-Уапи
Колуэ́-Уапи́ (исп. Colhué Huapí) — озеро в Аргентине, расположено на территории департамента Сармьенто провинции Чубут. Площадь поверхности озера равна 736 км², ранее (в 1948 году) достигала 810 км². Средняя глубина — 2 метра. Высота водного зеркала 252 метра над уровнем моря, по другим данным — 255 метров. Вода в озере солоноватая, имеет водородный показатель 8,7. Вместе с соседним озером Мустерс лежит в котловине тектонического происхождения.
В озеро впадают два рукава Сенгерра — собственно Сенгерр и Серро-Негро, а также несколько пересыхающих ручьёв. Вытекает река Рио-Чико.
Климат окрестностей озера сухой, годовое количество осадков равно 100—200 мм, среднегодовая температура 8 °C с большой амплитудой колебаний в течение года, достигающей 70 °C. Природные ландшафты озёрного побережья представлены засушливой степью. Преобладают виды злаковых (ковыль, мятлик), нассаувии, лебеды, кустарники представлены дерезой чилийской, чукирагой, крестовником, барбарисом и коллигуаей.
Основные виды ихтиофауны — Percichthys trucha, Odontesthes hatcheri, Galaxias platei, Hatcheria macrae, Diplomystes mesembrinus. Из млекопитающих отмечено обитание нутрии и выдры-уильина.
На северном берегу озера, на холме Янкенао, расположен археологический памятник, включающий в себя скалу с рисунками, керамический и каменный материал, а также захоронение, датируемое временем около 1150 лет назад.
Кроме этого в окрестностях озера и на пересыхающих участках дна обнаружены палеонтологические материалы маастрихтского яруса мелового периода. В результате их исследования были описаны новые виды зауроподов, такие как Aeolosaurus colhuehuapensis.